# Viborgmotorvejen
Viborgmotorvejen er en planlagt motorvej mellem Aarhus og Hammel. En bred trafikaftale i 2014 fastlagde motorvejens linjeføring. Forligsparterne blev enige om, at VVM-undersøgelsens linjeføring syd vælges på delstrækning 1 og 2 (Søbyvad-Voldby og Voldby-Sabro syd om Lading Sø), og linjeføring nord vælges på delstrækning 3 (Sabro-E45), og dermed opgives øvrige linjeføringer på strækningen Aarhus-Søbyvad. Der oprettedes en pulje på 32,2 mio. kr. til at finansiere forlodsovertagelser af ejendomme i den valgte linjeføring. Der ikke pr. februar 2021 vedtaget en anlægslov. Først når Folketinget vedtager anlægsloven og bevilling, går Vejdirektoratet i gang med at planlægge projektet ned til mindste detalje. 
Hovedvejen primærrute 26 mellem disse to byer er stærkt trafikeret og langsom, da den går gennem en række mindre byer, især Svenstrup, Voldby og Lading. På strækningen Tilst (Aarhus V) ved E45 til Viborg kører fra ca. 9.000 til 20.000 køretøjer i døgnet (hverdagsdøgn). De mest trafikerede steder er ved Viborg og Aarhus. Vejdirektoratet har gennemført en økonomiundersøgelse af strækningen, og på baggrund af den blev det foreslået, at den mest trafikerede strækning mellem Aarhus og Hammel skulle udlægges til motorvej, og at resten af strækningen til Viborg Syd skulle udlægges som 2+1 sporet motortrafikvej.
Motorvejen vil blive en del af den nye primærrute 26, som planlægges til at blive ca. 15 km lang. Den forventes at strække sig fra E45 Østjyske Motorvej ved Aarhus, hvor den derefter ifølge forligsaftalen fra 2014 vil gå syd om Mundelstrup, Lading Sø og til Hammel og videre som en ca. 9 km lang 2+1 sporet motortrafikvej til Søbyvad.

## Baggrunden
Den 29. januar 2009 indgik den daværende regering (Venstre og Det konservative Folkeparti), Socialdemokraterne, Det Radikale Venstre, Dansk Folkeparti, Socialistisk Folkeparti og Liberal Alliance en aftale om en grøn transportpolitik. Heri blev det besluttet, at Vejdirektoratet skulle gennemføre en økonomiundersøgelse af en udbygning af rute 26 på strækningen mellem Viborg og Aarhus.
Der blev endvidere reserveret penge til den efterfølgende VVM-undersøgelse. VVM står for Vurdering af Virkningerne på Miljøet. Økonomiundersøgelsen blev afsluttet i 2010 og offentliggjort i Vejdirektoratets rapport 364 Økonomiundersøgelse. Rapporten indeholder bl.a. en vurdering af hvilke strækninger, der først bør VVM-undersøges. I forlængelse af aftalen besluttede forligskredsen, at Vejdirektoratet i perioden oktober 2010 til oktober 2011 gennemfører en VVM-undersøgelse på rute 26 Viborg-Aarhus.
VVM-undersøgelsen var klar i februar 2012. Efter denne fremlæggelse har Vejdirektoratet efter aftale med Aarhus Kommune udarbejdet nyt forslag til en lettere revideret linjeføring af den del af motorvejen, hvor motorvejen krydser den eksisterende nord-syd-gående E45 Østjyske Motorvej. Efter den fornyede høring fremsendte Vejdirektoratet 27. januar 2014 endelig indstilling vedr. linjeføringen for Viborg-motorvejen. Vejdirektoratet pegede her på VVM-undersøgelsens nordlige linjeføring tæt på Mundelstrup og Sabro, som deres foretrukne linjeføring.
Borgmestrene i Aarhus, Viborg, Silkeborg og Favrskov Kommuner samt formanden for Region Midtjylland skrev et brev til transportminister Magnus Heunicke og Folketingets Transportudvalg i slutningen af marts 2014, at rute 26 er "en væsentlig del af den infrastruktur, der binder Midt- og Østjylland sammen". Borgmestrene og regionsformanden skriver endvidere "Vi opfordrer Folketinget i den kommende trafikaftale, der forventes indgået medio 2014, at sikre udbygning og opgradering af rute 26 for at sikre tilstrækkelig fremkommelighed, og vi ønsker samtidig at foretræde for Folketingets Transportudvalg i løbet af foråret 2014”.
Onsdag d. 25. juni 2014 indgik Folketingets partier bortset fra Enhedslisten en aftale om motorvejens linjeføring samt at afsætte 32,2 mio.kr. til at opkøbe ejendomme i den valgte linjeføring. Aftalen gik i mod Vejdirektoratets indstilling til linjeføringen, idet forligsparterne valgte VVM-undersøgelsens linjeføring syd på delstrækning 1 og 2 (Søbyvad-Voldby og Voldby-Sabro syd om Lading Sø), og linjeføring nord på delstrækning 3 (Sabro-E45), mens alle øvrige linjeføringer på strækningen Aarhus-Søbyvad opgives. Aftalen betyder at der udlægges byggelinjer langs den valgte linjeføring. Byggelinjer giver grundejere hjemmel til at søge om at blive overtaget efter de gældende regler herom.
Den 27. januar 2021 foreslog borgmestrene i Favrskov, Silkeborg, Aarhus og Viborg et alternativt forslag i forhold til at anlægge en motorvej mellem Aarhus og Hammel og en 2+1 sporet motortrafikvej mellem Hammel og Søbyvad. I stedet for motorvej foreslog borgmestrene fra de fire kommuner, at der skulle anlægges en fire sporet motortrafikvej mellem Mundelstrup og Svenstrup. Da en motortrafikvej vil være billigere i forhold til en motorvej der vil koste 2,8 mio mens en motortrafikvej vil koste 1,4 mio . 
Den 28. juni 2021 besluttede regeringen og oppositionen i en bred trafikaftale at sætte 1,3 mia. af til en fire sporet motortrafikvej i stedet for en motorvej mellem Østjyske Motorvej E45 og Svenstrup. Derudover skulle Vejdirektoratet opdatere den nuværende VVM-redegørelse som var fra 2011-2012 af en motorvej (Viborgmotorvejen) mellem Østjyske Motorvej E45 og Hammel og motortrafikvej videre til Søbyvad, til en motortrafikvej mellem Østjyske Motorvej E45 og Svenstrup, projektet forventes at starte i 2031.   